# Masakazu Kamoi
Masakazu Kamoi (japonés:  鴨居正和; 27 de mayo de 1992) es un luchador japonés de lucha libre. Compitió en dos campeonatos mundiales. Se clasificó en la quinta posición en 2015. Ganó la medalla de bronce en campeonato asiático en el año 2015. Consiguió el puesto 18º en Universiada de 2013.